# Lieselott Herforth

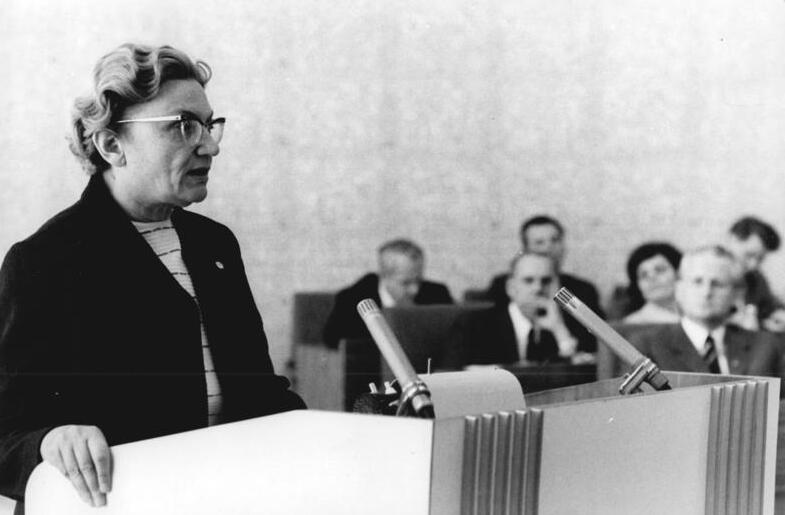
Lieselott Herforth 1970 während der 25. DDR-Staatsratstagung in Berlin

Lieselott Herforth (* 13. September 1916 in Altenburg; † 30. November 2010 in Dresden) war eine deutsche Physikerin und Politikerin. Sie war Mitglied des Staatsrates und der Volkskammer der DDR. Zudem war sie von 1965 bis 1968 Rektorin der TU Dresden und damit die erste Frau, die als Rektor einer Universität in Deutschland vorstand.

## Leben
Geboren als Tochter des Bankdirektors, Wirtschaftsberaters und späteren Schriftstellers und Verlegers Walter Herforth, erwarb Lieselott Herforth 1936 am Rückert-Oberlyzeum in Berlin-Schöneberg das Abitur. Ab 1936 studierte sie an der Technischen Hochschule Berlin Physik und Mathematik  und war dort 1938 als Hilfsassistentin für Physik und Mathematik tätig. Ihr Studium schloss sie 1940 erfolgreich mit dem akademischen Grad eines Diplom-Ingenieurs ab. Im Jahr 1943 arbeitete Herforth als Assistentin unter anderem am Kaiser-Wilhelm-Institut für Physik in Berlin und an der Universität Leipzig. Anschließend war sie 1946 als Physikerin im Oberspreewerk Berlin-Oberschöneweide angestellt. Am Kaiser-Wilhelm-Institut für Physikalische Chemie und Elektrochemie in Berlin-Dahlem arbeitete sie von 1947 bis 1948 als wissenschaftliche Mitarbeiterin und wurde 1948 an der Technischen Hochschule Berlin bei Hartmut Kallman zur Dr.-Ing. promoviert. Im Jahr 1953 habilitierte sie an der Karl-Marx-Universität Leipzig über Grundlagen der Fluoreszenzanwendung in der Medizin. Sie war damit die dritte Frau, die sich in der DDR, und die siebente, die sich in Deutschland seit der Weimarer Republik in dem traditionell von Männern dominierten Fach Physik habilitierte.
Nach ihrer Habilitation erhielt Herforth eine Dozentenstelle für Strahlungsphysik an der Karl-Marx-Universität Leipzig. Von 1955 bis 1960 war Herforth wissenschaftliche Mitarbeiterin am Institut für Angewandte Radioaktivität in Leipzig. Gleichzeitig wirkte Herforth von 1957 bis 1960 als Professorin mit Lehrauftrag für angewandte Radioaktivität an der Technischen Hochschule Leuna-Merseburg und folgte 1960 einem Ruf an die Technische Hochschule Dresden, wo sie als Professorin auf demselben Gebiet und ab 1962 als Professorin für Anwendung radioaktiver Isotope lehrte. Zudem wurde sie Direktorin des Instituts für Anwendung radioaktiver Isotope an der Fakultät für Mathematik. Von 1965 bis 1968 stand Herforth der Technischen Universität Dresden als Rektorin vor und war damit die erste Rektorin an einer Universität in Deutschland. Von 1969 bis 1977 lehrte Herforth als ordentliche Professorin für Experimentalphysik bzw. Radioaktivität und Dosimetrie an der Sektion Physik der Technischen Universität Dresden.
Beigesetzt wurde sie in der Urnengemeinschaftsanlage III auf dem Dresdner Heidefriedhof an der Moritzburger Landstraße.

## Politische Aktivitäten
Von 1963 bis 1981 war Herforth während vier Wahlperioden Volkskammerabgeordnete in der Fraktion des Freien Deutschen Gewerkschaftsbunds, zudem gehörte sie im gleichen Zeitraum als Mitglied der SED dem Staatsrat der DDR an.
1966 wurde sie Mitglied des Fach- und Hochschulrates des Ministeriums für Hoch- und Fachschulwesen.

## Mitgliedschaften
Herforth war Mitglied der Chemischen Gesellschaft als auch der Biophysikalischen Gesellschaft der DDR. In dem 1955 durch Beschluss des Ministerrates der DDR gegründeten Wissenschaftlichen Rat für die friedliche Anwendung der Atomenergie war Herforth Mitglied der Kommission für Nachwuchs- und Ausbildungsfragen.

## Auszeichnungen
Herforth wurde 1969 zum ordentlichen Mitglied der Deutschen Akademie der Wissenschaften ernannt. Sie erhielt 1971 den Nationalpreis der DDR für Wissenschaft und Technik. Im Jahr 1974 erhielt sie in Ungarn die Ehrendoktorwürde der Universität für Chemische Industrie, Veszprém. 1976 wurde ihr die Humboldt-Medaille in Gold verliehen. Im Jahr 1982 ernannte die TU Dresden Herforth zur Ehrensenatorin. Herforth wurde mit dem  Vaterländischen Verdienstordens der DDR in Silber (1964) und Gold (1981), dem Orden Banner der Arbeit (1966), der Verdienstmedaille der NVA in Gold und zweimal als Aktivist und als Mitglied eines „Kollektivs der sozialistischen Arbeit“ ausgezeichnet.

## Werke (Auswahl)
- 1948: Die Fluoreszenzanregung organischer Substanzen mit Alphateilchen, schnellen Elektronen und Gammastrahlen (Diss.)
- 1958: Ultraschall: Grundlagen und Anwendungen in Physik, Technik, Biologie und Medizin
- 1964: Frauen in Technik und Naturwissenschaften (in: Das Hochschulwesen, 12/1964)
- 1968: Praktikum der angewandten Radioaktivität
- 1979: Neutronen-Personendosimetrie
- 1981: Praktikum der Radioaktivität und der Radiochemie